# Сепамаа (заказник)
Зака́зник Се́памаа (ест. Sepamaa hoiuala) — природоохоронна територія в Естонії, у волості Ляене-Сааре повіту Сааремаа.
Загальна площа — 60,6 га.
Заказник утворений 27 липня 2006 року.

## Розташування
Поблизу природоохоронної території розташовуються населені пункти: Кудьяпе, Муратсі та Прааклі.

## Опис
Метою створення заказника є збереження 2 типів природних оселищ (Директива 92/43/ЄЕС, Додаток I):
| Код   | Тип оселища                         | Площа, га |
| ----- | ----------------------------------- | --------- |
| 1630* | Бореальні балтійські узбережні луки | 31,0      |
| 7230  | Лужні низинні болота                | 22,4      |

У заказнику зростають рослинні види III охоронної категорії (Закон Естонії про охорону природи): меч-трава болотна (Cladium mariscus), зозульки м'ясо-червоні (Dactylorhiza incarnata), коручка болотна (Epipactis palustris), билинець комарниковий (Gymnadenia conopsea).
Територія заказника збігається з природною областю Сепамаа (Sepamaa loodusala), яка є складовою частиною Європейської екологічної мережі Natura 2000.